# Kanton La Machine
La Machine is een voormalig kanton van het Franse departement Nièvre. Het kanton maakte deel uit van het arrondissement Nevers. 
Het werd opgeheven bij decreet van 18 februari 2014 met uitwerking op 22 maart 2015. De gemeenten werden toegevoegd aan het kanton Imphy, met uitzondering van Saint-Léger-des-Vignes, dat werd toegevoegd aan het kanton Decize.

## Gemeenten
Het kanton La Machine omvatte de volgende gemeenten:
- Béard
- Druy-Parigny
- La Machine (hoofdplaats)
- Saint-Léger-des-Vignes
- Saint-Ouen-sur-Loire
- Sougy-sur-Loire
- Thianges